# ميرل رادوي

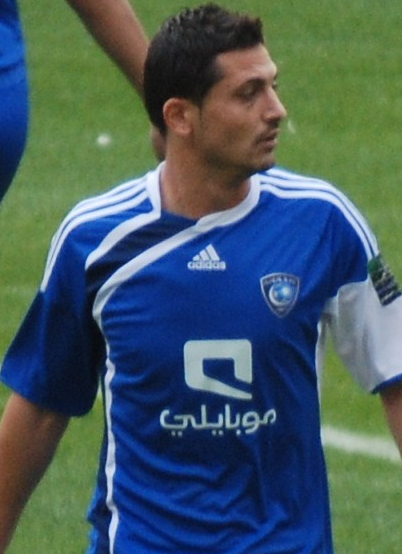
تحرير ميرل رادوي

ميريل ماتي رادوي (بالرومانية: Mirel Rădoi)‏ ولد في 22 مارس 1981 في مدينة دروبيتا تورنو سيفيرين.
لاعب خط وسط روماني ويلعب أيضا في مركز قلب الدفاع. يعمل حاليا مدرب منتخب روماني الأول الروماني بعد أن اعتزل لعب كرة القدم وكان آخر مشواره مع نادي العربي القطري.

## مشواره الاحترافي
تنقل في مشواره الاحترافي ما بين أندية الخليج الهلال السعودي والعين الإماراتي وشباب الأهلي الإماراتي والعربي القطري.

## اكستنسف كراويفا (1999-2000)
- بدأ رادوي لعب كرة القدم حينما كان يبلغ من العمر 8 سنوات، في البداية لعب كحارس مرمى ثم انتقل إلى مركز قلب الدفاع.
- بدأ مشواره كهاوي مع نادي مدينته «دروبيتا تورنو سيفيرين» واعجب به «سورينا كارتو» المدير الفني لنادي كراويفا. بعد ذلك قام «كارتو» بضم رادوي لفريقه «كراويفا» ومول الصفقة من ماله الخاص لاقتناعه الكامل بمستوى وقدرات اللاعب رادوي.
- بدأ رادوي مشوارة الاحترافي مع نادي «كراويفا» في 4 مارس 2000 أمام نادي دينامو بوخارست وانتهت المباراة بهزيمة فريق رادوي.
- بعد سنة انتقل إلى نادي ستيوا بوخارست، الفريق الذي استمر باللعب فيه من عام 2000 إلى عام 2009.

## ستيوا بوخارست (2000-2009)
- اشترى بوخارست رادوي بـ 110,000 يورو.
- لعب مباراته الأولى مع ستيوا بوخارست أمام نادي «باكاو» وسجل هدفا في المباراة التي انتهت لصالح ستيوا بوخارست بنتيجة 4-3.
- وصف رادوي أول أيامه مع النادي:

«كانت صدمة إيجابية بالنسبة لي، فجأة أصبحت ألعب مع لاعبين عظام كنت أستمتع بمشاهدتهم في التلفاز. إنه شيء أقرب للحلم»
- في عام 2001 ساعد رادوي في حصول ناديه على الدوري الروماني وكأس السوبر أمام المنافس التقليدي دينامو بوخارست.
- في عام 2005 فاز رادوي بلقب الدوري الثاني له مع فريقه. وفي عام 2006 فاز باللقب الثالث له والثالث والعشرين لفريقه.
- في عام 2005 فاز الفريق بقيادة رادوي على فالينسيا الأسباني حامل اللقب ولكنه خرج من الدور نصف النهائي على يد مدلزبره الإنجليزي.
- بعد غياب عشر سنوات تأهل الفريق بقيادة رادوي إلى دوري أبطال أوروباووقع في مجموعة تضم ريال مدريد واولمبياكوس ودينامو كييف. ولم يشارك رادوي في المباريات الأولى لتعرضه لإصابة فخرج الفريق من دور المجموعات.
- كان رادوي أحد أهم اللاعبين في تاريخ النادي الذي انضم له عام 2000 وتولى قيادة الفريق في أربع سنوات.
- مما يميز رادوي قيادته للمجموعة وتعدد مهاراته الدفاعية والهجومية على حد

## الهلال (2009-2011)
- في يناير 2009 وقع رادوي بتوصية من المدرب الروماني كوزمين عقدا احترافيا انتقل بموجبه إلى نادي الهلال السعودي تحصل فيه اللاعب على 1,400,000 يورو فيما تحصل النادي على 6,000,000 يورو.
  - كان الظهور الأول لرادوي بقميص الهلال أمام المنافس التقليدي نادي النصر في ديربي العاصمة الرياض، انتهت المباراة بفوز فريق الهلال 2-0 وكان رادوي قد ساهم في تسجيل الهدف الأول بينما تكفل ياسر القحطاني بتسجيل الهدف الثاني
- بعد المباراة السادسة له مع الهلال توج بطلا لكأس ولي العهد أمام فريق الشباب.
- بعد رحيل كوزمين عن الفريق ترددت شائعات بأن اللاعب سيغادر إلى نادي السد القطري حيث تولى كوزمين الإدارة الفنية هناك، إلا أن اللاعب صرح بأن عقده مع الهلال وليس مع كوزمين وتعلقه بالنادي والجماهير يجعلان من الصعب التفكير بالرحيل عن الهلال.

بعد إقالة كوزمين أتى المدرب البلجيكي إيريك غيريتس وغير الهلال من الدفاع إلى الهجوم وكسب الهلال مع لاعبه رادوي درع الدوري الممتاز
و كأس ولي العهد السعودي بينما جاء وصيف بطولتي كأس الملك وكأس الأمير فيصل.
كانت آخر اهداف رادوي في مرمى نادي النصر السعودي من تسديدة صاروخية عن طريق ركلة ثابتة من مسافة 35 متر وكان قد صنع هدف وسجل هدفين.
بدأ موسمه الثالث مع فريق الهلال وسجل هدف عن طريق تسديدة صاروخية في مباراته الثالثة أمام الفيصلي والتي أنتهت 5 - 1 لصالح الهلال.

## العين (2011-)
- انتقل رادوي للعين برفقة صديقه في نادي الهلال ياسر القحطاني وبتوصيه من المدرب كوزمين وارتدى الرقم (6).

## مشواره مع المنتخب
- مثل رادوي منتخب بلاده في 56 مباراة دولية وسجل هدفا وحيداً أمام منتخب لوكسمبورغ عام 2002.
- في عام 2005 استبعد مدرب منتخب رومانيا السيد «فيكتور بيتورشا» رادوي من قائمة المنتخب لخروجه من المعسكر التحضيري لمباراتي هولندا وأرمينيا بدون عذر. أعاد السيد «بيتورشا» رادوي لقائمة المنتخب في فبراير 2006 بعد تقديم اللاعب اعتذاره الرسمي للمدرب.
- كان رادوي ضمن تشكيلة المنتخب الأساسية المشاركة في نهائيات أمم أوروبا 2008 حيث تعرض رادوي لإصابة خطيرة في المباراة الثانية لرومانيا أمام المنخب الإيطالي نتيجة احتكاكة مع زميله المدافع «ريزفان رات» اضطر بعدها لإجراء عملية في عينه وأخرى لجبر أنفه المكسور. عاد رادوي بعدها للملاعب بأسابيع قليله مرتديا قناعا واقيا للوجه، لقبته الجماهير بعدها بزورو الشخصية السينمائية الشهيرة، واعتزل النجم ميريل رادوي اللعب دوليا في شهر أكتوبر من العام 2010.

## إحصاءات
| الهلال                       | 10-11          | 20  | 6  | 2  | 1  | 7  | 1   | 29  | 8  |
| الهلال                       | 09-10          | 19  | 2  | 6  | 2  | 6  | 0   | 31  | 4  |
| الهلال                       | 08-09          | 5   | 2  | 18 | 0  | 5  | 4   | 22  | 6  |
| المجموع                      |                | 44  | 10 | 26 | 3  | 18 | 5   | 82  | 18 |
| ستيوا بوخارست                |                |     |    |    |    |    |     |     |    |
| 08-09                        | 13             | 1   | 0  | 0  | 7  | 0  | 20  | 1   |    |
| 07-08                        | 16             | 0   | 0  | 0  | 3  | 0  | 19  | 0   |    |
| 06-07                        | 14             | 1   | 1  | 0  | 4  | 0  | 19  | 1   |    |
| 05-06                        | 24             | 4   | 1  | 0  | 17 | 3  | 42  | 7   |    |
| 04-05                        | 20             | 1   | 0  | 0  | 8  | 0  | 28  | 1   |    |
| 03-04                        | 29             | 2   | 2  | 1  | 6  | 0  | 37  | 3   |    |
| 02-03                        | 23             | 1   | 2  | 0  | 0  | 0  | 25  | 1   |    |
| 01-02                        | 22             | 1   | 0  | 0  | 3  | 0  | 25  | 1   |    |
| 00-01                        | 25             | 1   | 0  | 0  | 0  | 0  | 25  | 1   |    |
| المجموع                      | 186            | 12  | 6  | 1  | 48 | 3  | 240 | 16  |    |
| اكستنسف كرايوفا              | 99-00          | 14  | 0  | 0  | 0  | 0  | 0   | 14  | 0  |
| اكستنسف كرايوفا              | المجموع        | 14  | 0  | 0  | 0  | 0  | 0   | 14  | 0  |
| الـمجموع الكلي               | الـمجموع الكلي | 244 | 22 | 32 | 4  | 66 | 8   | 336 | 34 |
| التحديث الأخير: 19 Jone 2011 |                |     |    |    |    |    |     |     |    |

## وصلات خارجية
- ميرل رادوي على موقع الاتحاد الدولي (مؤرشف)  (الإنجليزية)
- ميرل رادوي على موقع الاتحاد الأوربي (الإنجليزية)
- ميرل رادوي على موقع قاعدة بيانات كرة القدم.إي يو (الإنجليزية)
- ميرل رادوي على موقع ناشيونال فوتبول تيمز (الإنجليزية)
- ميرل رادوي على موقع عالم كرة القدم.نت (الإنجليزية)
- ميرل رادوي على موقع أوليمبيديا (الإنجليزية)

- معلومات عن اللاعب